# Ferrada
La ferrada era una maza de hierro que usaron los guerreros griegos y romanos y también los de la Edad Media. 
Se utilizaba para falsear, romper o abollar las armaduras más resistentes. La ferrada era un arma de tanto peso que solo la utilizaban los hombres más fuertes y solo en los casos extremos o decisivos, como en las defensas de las plazas. 